# Speichergebäude Fährstraße 8b
Das ehemalige Speichergebäude Fährstraße 8b mit Motormühle, heute die Kulturmühle Osten in der niedersächsischen Samtgemeinde Land Hadeln, Gemeinde Osten im Landkreis Cuxhaven, stammt vom Anfang des 19. Jahrhunderts. Aktuell (2024) wird es als Kulturhaus genutzt.
Das Gebäude steht unter Denkmalschutz (siehe auch Liste der Baudenkmale in  Osten (Oste)).

## Geschichte und Beschreibung
Zur denkmalgeschützten Gebäudegruppe zwischen Am Markt, Fährstraße, Kirchstraße und Deichstraße gehören ein Gasthaus (Am Markt Nr. 1), drei Wohnhäuser (Am Markt Nr. 2, Deichstraße  Nr. 14 und Nr. 16), der Speicher (Fährstraße 8b) und der Treppenaufgang. In diesem Gebiet stehen als denkmalgeschützt auch die Kirche St. Petri von 1747 und weitere Gebäude an der Deichstraße (6 bis 10) und Am Markt (3 und 5). Das Gebiet hat sich erst ab dem 14. Jahrhundert entwickelt als 1396 eine Vorgängerkirche entstand, nachdem eine Kirche auf dem Dubben durch eine Sturmflut zerstört worden war.

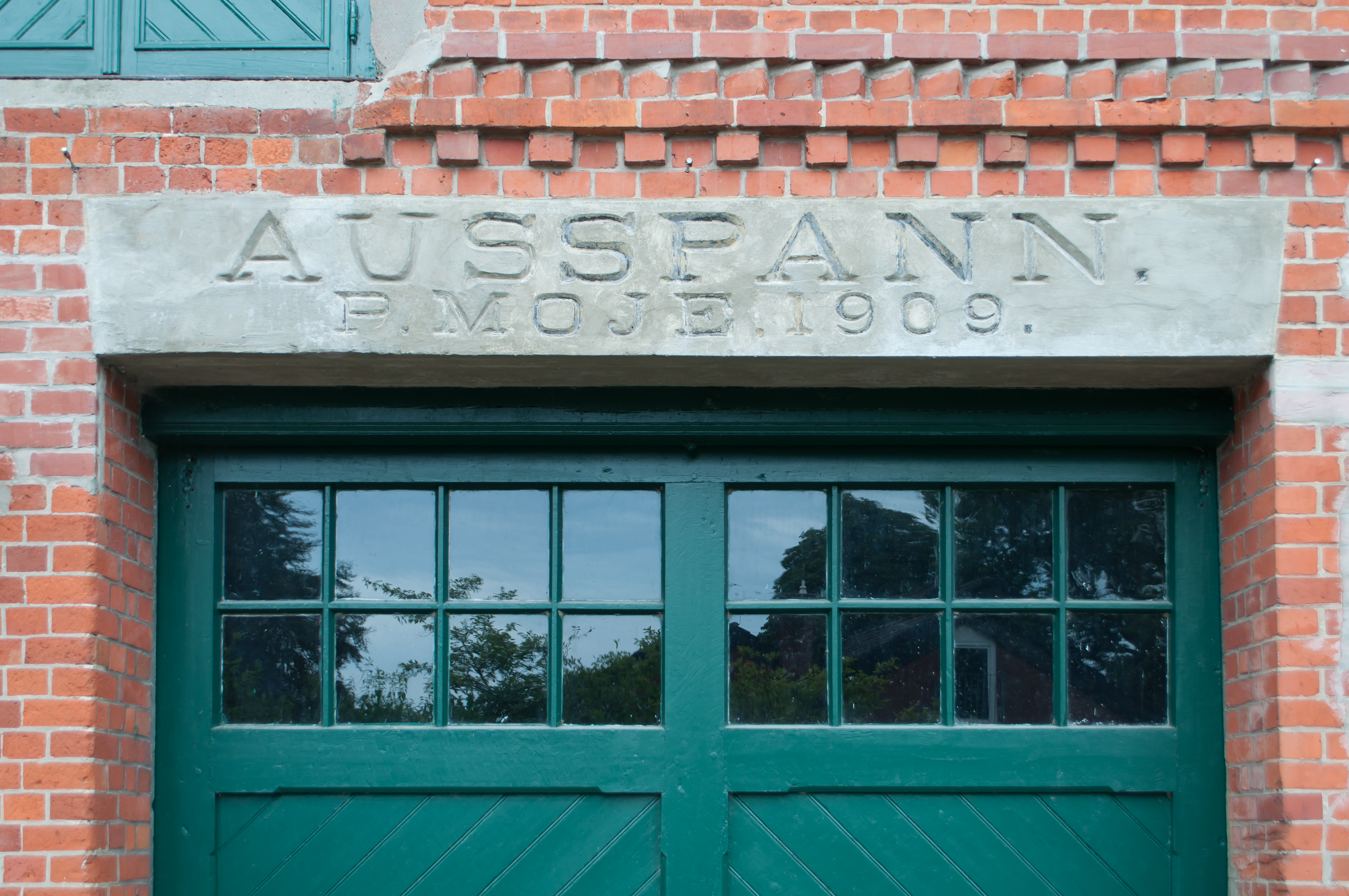
Inschrift am Haus Fährstraße 8b

Speichergebäude und ehemaliges Gasthaus bildeten ursprünglich als Gastwirtschaft & Getreidhandel Peter Moje eine Einheit.
Das Haus gehörte zur ehemaligen Gastwirtschaft Am Markt 1. Besondere technische Anlagen dienten dazu Getreide der Frachtschiffe vom Oste-Hafen in die Mühle zu transportieren. In den 1930er Jahren wurde das Gebäude zu einer Kornmühle umgebaut. Das Mahlwerk, der Antriebsmotor sowie weitere Maschinen sind heute noch vorhanden.
Von der Mühle wurden damals Bäckereien, Landwirte und Privathaushalte mit Getreide und Getreideerzeugnissen versorgt. Zusätzlich wurden Kohle, Brennstoffe und Spritzmittel verkauft. 1968 wurde der Betrieb eingestellt und das Gebäude befand sich seitdem in Privatbesitz. Die Mühlentechnik mit Beförderungsanlage ist erhalten.
Der Verein Kulturmühle Osten von 2008 übernahm das Gebäude und sanierte es. Heute finden hier Veranstaltungen und Ausstellungen statt.
Der dreigeschossige giebelständige verklinkerte Kornspeicher mit ausgebautem Drempel und flachgeneigtem Satteldach wurde 1905 (Inschrift mit der Bezeichnung  Ausspann) gebaut. Einfahrtstore sind an der östlichen Traufseite und der nordöstlichen Giebelseite; dort auch Speichertüren und die Winde. Die Fassadengestaltung erfolgte mit zeittypischen Verzierungen an Fensterstürzen und Stockwerkgesimsen.
Das Landesdenkmalamt befand u. a.: „… von geschichtlicher Bedeutung aufgrund des Zeugnis- und Schauwertes durch die beispielhafte Ausprägung eines Gebäudetypus und für die Wirtschafts- und Technikgeschichte …“
An der Fährstraße sind die Häuser Nr. 1, 3, 5, 7, 8b und 18 denkmalgeschützt.